# Stowe-by-Chartley
Stowe-by-Chartley is een civil parish in het bestuurlijke gebied Stafford, in het Engelse graafschap Staffordshire. In 2001 telde het dorp 356 inwoners.